# Procolobus tephrosceles
Procolobus tephrosceles (червоний колобус угандійський) — вид сухоносих приматів родини мавпові (Cercopithecidae).

## Поширення
Вид поширений на східній межі рифтової долини у західній Уганді і західній частині Танзанії. Відомо п'ять субпопуляцій. Чисельність виду становить понад 20 000 особин (дані 2005 року), з них 17 000 мешкає у Національному парку Кібале в Уганді.

## Спосіб життя
Деревний вид, населяє ліси найрізноманітнішого типу; зустрічається у річкових та галерейних лісах, у саванних мозаїчних лісах міомбо, низинних лисах, у тропічному гірському дощовому лісі, у вторинних деградованих лісах. Живе великими групами по 30-60 особин.